# Mikheil Japaridze
Mikheil Japaridze (ur. 1 maja 1971) – kanadyjski zapaśnik w stylu wolnym. Pięciokrotny uczestnik mistrzostw świata; trzynasty w 2003. Brąz na igrzyskach panamerykańskich w 2003. Dwa medale na mistrzostwach panamerykańskich, srebro w 2003 roku. Czwarty w Pucharze Świata w 2002. Srebro na Igrzyskach Wspólnoty Narodów w 2002 roku.